# Chengyan
Chengyan (kinesiska: 城堰乡, 城堰) är en socken i Kina. Den ligger i provinsen Sichuan, i den sydvästra delen av landet, omkring 75 kilometer sydost om provinshuvudstaden Chengdu. Antalet invånare är 8 825. Befolkningen består av 4 434 kvinnor och 4 391 män. Barn under 15 år utgör 21,0 %, vuxna 15-64 år 64 %, och äldre över 65 år 14,0 %.
Genomsnittlig årsnederbörd är 1 222 millimeter. Den regnigaste månaden är juli, med i genomsnitt 338 mm nederbörd, och den torraste är december, med 9 mm nederbörd.